# NGC 3663
NGC 3663 est une galaxie spirale située dans la constellation de la Coupe. NGC 3663 a été découverte par l'astronome britannique Andrew Ainslie Common en 1880.

## Caractéristiques
La classe de luminosité de NGC 3663 est II-III et elle présente une large raie HI.

### Distance
Sa vitesse par rapport au fond diffus cosmologique est de 5 383 ± 26 km/s, ce qui correspond à une distance de Hubble de 79,4 ± 5,6 Mpc (∼259 millions d'al).
À ce jour, 29 mesures non basées sur le décalage vers le rouge (redshift) donnent une distance de 71,669 ± 7,899 Mpc (∼234 millions d'al), ce qui est à l'intérieur des valeurs de la distance de Hubble. Notons cependant que c'est avec la valeur moyenne des mesures indépendantes, lorsqu'elles existent, que la base de données NASA/IPAC calcule le diamètre d'une galaxie et qu'en conséquence le diamètre de NGC 3663 pourrait être d'environ 45,0 kpc (∼147 000 al) si on utilisait la distance de Hubble pour le calculer.

## Supernova
D.R. Madison et W.D Li de l'université de Californie à Berkeley ont rapporté le 20 mars 2006 la supernova de la supernova 2006ax dans le cadre du programme LOSS (Lick Observatory Supernova Search) de l'observatoire Lick. Cette supernova était de type Ia.